# Loriquet orné
Saudareos ornatus
Espèce
Statut de conservation UICN

 LC  : Préoccupation mineure
Statut CITES

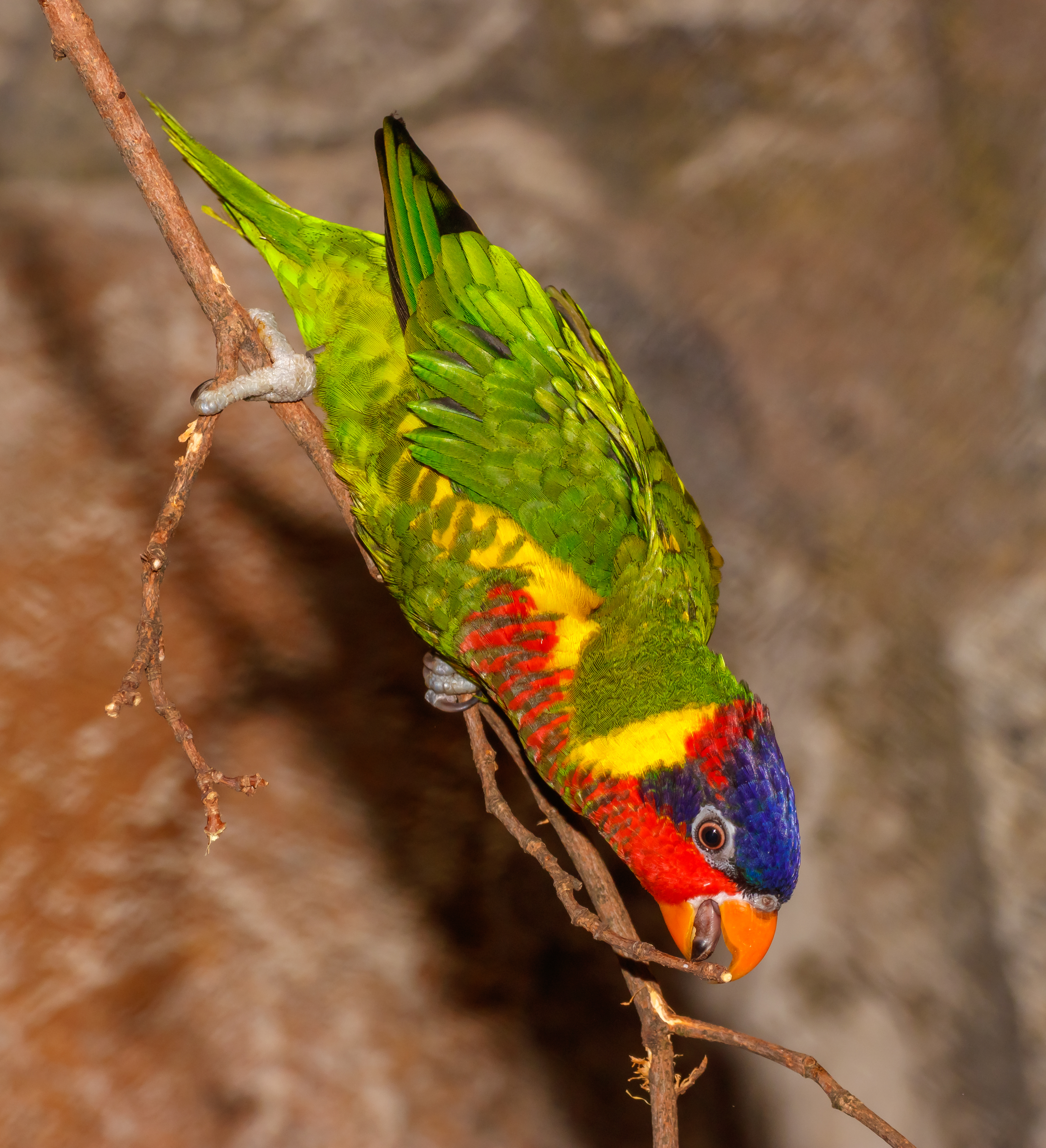
Un loriquet orné au zoo de Karlsruhe. Septembre 2019.

Le Loriquet orné (Saudareos ornatus) est une espèce de perroquets de la famille des Psittacidae.

## Description
Cet oiseau mesure 25 cm de longueur pour une masse de 110 g.

## Habitat
Il habite les forêts tropicales humides, les forêts de mangroves, les forêts secondaires, les zones arbustives, les milieux cultivés et les villages entre 300 et 1 000 m d'altitude.

## Répartition
Cet oiseau peuple l'archipel des Célèbes.

## Nidification
Cet oiseau se reproduit notamment en septembre et octobre.

## Population
Le Loriquet orné est commun dans une grande partie de son aire de répartition. Sa population est estimée à plus de 50 000 individus.